# Дяк, Чиприан
Чиприа́н Дяк (рум. Ciprian Deac; 16 февраля 1986, Бистрица, Румыния) — румынский футболист, полузащитник клуба «ЧФР Клуж». Выступал в сборной Румынии.

## Карьера

### Клубная
В 2006 году Дяку предлагали контракт клубы «Политехника» и «Рапид», также за его игрой следили зарубежные «Страсбур» и «Вердер», однако он решил играть в составе «ЧФР Клуж». И не прогадал: в 2007 году в клуб пришёл новый главный тренер Йоан Андоне, который сразу привёл ЧФР к золотому дублю — чемпионскому званию и Кубку Румынии. Уже без него клуб с Чиприаном Дяком ещё дважды выиграл Кубок Румынии, сделав в 2010 году ещё один золотой дубль, и дважды завладел Суперкубком Румынии в 2009 и 2010 годах.
В 2010 году Дяк подписал двухлетний контракт с немецким клубом «Шальке 04». ЧФР уступил его немцам за 3 миллиона евро. Но румын провёл там лишь две игры и на сезон 2011/12 был отдан в аренду в бухарестский «Рапид», где провёл 30 игр, забил 9 голов и вышел в финал Кубка Румынии.
30 мая 2012 года Дяк вернулся в ЧФР, с которым заключил трёхлетний контракт.
Летом 2015 года казахстанский клуб «Актобе» начал тренировать румынский тренер Йоан Андоне, который и пригласил Чиприана в Казахстан. 18 июня 2015 Дяк как свободный агент подписал контракт на два с половиной года. Румын сыграл во второй части чемпионата в 15 играх, из них в десяти вышел на замену, забил один гол с пенальти шымкентскому «Ордабасы» и помог команде завоевать бронзовые медали.
Но затем в «Актобе» начались крупные финансовые перемены и Чиприан Дяк в январе 2016 года свободным агентом перешёл в костанайский «Тобол», где румын провёл 31 игру, забил два гола и отдал три голевых паса. Но клуб не попал в шестёрку и по окончании сезона стороны также по финансовым причинам расторгли контракт.
В январе 2017 года Дяк свободным агентом вернулся в ЧФР.

### В сборной
В 2007—2008 годах выступал за юношеские и молодёжную сборные. Попал в предварительный список игроков сборной Румынии на Евро-2008, однако вызов в основную сборную сорвался, игрок был вызван в состав молодёжной сборной.

## Достижения
«ЧФР Клуж»
- Чемпион Румынии (7): 2007/08, 2009/10, 2017/18, 2018/19, 2019/20, 2020/21, 2021/22
- Обладатель Кубка Румынии (3): 2008, 2009, 2010
- Обладатель Суперкубка Румынии (4): 2009, 2010, 2018, 2020

«Шальке 04»
- Обладатель Кубка Германии: 2010/11